# Nel van Vliet
Petronella van Vliet (Países Bajos, 17 de enero de 1926-4 de enero de 2006) fue una nadadora neerlandesa especializada en pruebas de estilo braza, donde consiguió ser campeona olímpica en 1948 en los 200 metros.

## Carrera deportiva
En los Juegos Olímpicos de Londres 1948 ganó la medalla de oro en los 200 metros estilo braza, con un tiempo de 2:57.2 segundos, por delante de la australiana Nancy Lyons y la húngara Eva Novak.
Y en el campeonato europeo de Monte Carlo de 1947 ganó el oro en la misma prueba.